# Війна королеви Анни (1702—1713)
Війна королеви Анни (англ. Queen Anne's War) — друга в серії французько-індіанських війн між Англійським королівством (з 1707 року — Королівством Великої Британії) з одного боку, та Французьким і Іспанським королівством, що велися у Північній Америці під час правління Анни, королеви Великої Британії, в період з 1702 до 1713 року. В Європі конфлікт зазвичай розглядають як американський театр Війни за іспанську спадщину. В Америці це частіше розглядається як самостійний конфлікт — Війна королеви Анни або Третя індіанська війна. У Франції вона була відома як Друга міжколоніальна війна.
Воєнні дії в Америці велися в основному на території Акадії. В результаті перемоги англійців у війні за умовами Утрехтського договору 1713 року до Англії відійшли майже вся Акадія, Ньюфаундленд і узбережжя Гудзонової затоки.

## Фронти війни
Європейська війна за Іспанську спадщину, що розпочалась в 1701 році, супроводжувалась війною між французькими, іспанськими та англійськими колоністами за контроль над землями у Північній Америці, що отримала серед англійських колоністів назву Війни королеви Анни. Кожна сторона залучала до бойових дій на своєму боці союзні племена корінного американського населення. Бойові дії розгорнулися на чотирьох фронтах.
1. На півдні іспанська Флорида та англійська провінція Кароліна напали одна на одну, і англійські колоністи розпочали протистояння з французькими колоністами, які мешкали в Мобілі, штат Алабама. На боці обох сторін діяли союзні індіанці. Війна на південному театрі не призвела до значних територіальних змін, але вона призвела до майже повного знищення тубільного індіанського населення в іспанській Флориді та в частині південної Джорджії, а також знищення мережі іспанських місій у Флориді.
2. На півночі, в Новій Англії англійські колоністи вели боротьбу проти французьких колоністів та індіанських військ в Акадії та в Канаді. Британські колоніальні експедиції неодноразово штурмували місто Квебек, а в 1710 році вони захопили столицю Акадії Порт-Роял. Французькі колоністи та індіаеська Вабанакська конфедерація прагнули зірвати експансію британців в Акадії, кордоном якої Нова Франція визначала річку Кеннебек у сучасному південному Мені[3]. Французько-індіанські війська здійснили рейди в провінції Массачусетс-Бей (включаючи Мен), найвідомішим став їхній рейд на Дірфілд в 1704 році.
3. У Ньюфаундленді англійські колоністи, що жили на острові Сент-Джонс постійно конкурували з французькими колоністами з Пласентії. В основі конфлікту було змагання за право на рибальство на території Великої Ньюфаундлендської банки, яке також використовувалося рибалками з Акадії (територія якої тоді охоплювала всю сучасну Нову Шотландію і Нью-Брансвік), і Массачусетсу. Більша частина конфлікту складалася з економічно руйнівних набігів на населені пункти. Французькі колоністи успішно захопили Сент-Джонс у 1709 році, але британські колоністи швидко знову зайняли його після того як французи залишили острів.
4. Французькі корсари, що базувалися в Акадії та Пласентії, проводили багато рейдів у відкритому морі, захоплюючи багато суден рибної та судноплавної промисловості Нової Англії. Ці корсари доставили 102 захоплені кораблі до Пласентії, поступаючись серед французьких американських колоній в активності на морі лише Мартиніці. Морський конфлікт закінчився захопленням Акадії (що була перейменована англійцями на Нову Шотландію)[4][5].

11 квітня 1713 року був підписаний Утрехтський мир, який припинив війну. Після попереднього миру 1712 року Франція передала Великій Британії території навколо Гудзонової затоки, Акадію та Ньюфаундленд, але зберігла контроль над островом Кейп-Бретон та іншими островами в затоці Святого Лаврентія. Деякі умови мирного договору залишались неоднозначними і в нього не були включені занепокоєння різних індіанських племен, що тим самим створювало основу для майбутніх конфліктів.

## Передумови

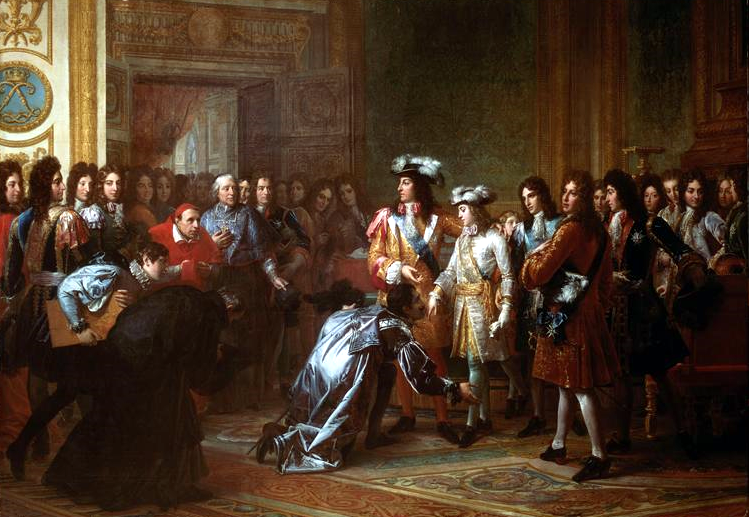
Філіп Анжуйський був проголошений королем Іспанії в листопаді 1700 року. Суперечка щодо його престолонаслідування призвела до війни між Великим альянсом і альянсом Бурбонів.

Коли в 1701 році після смерті короля Карла II, останнього представника Габсбургів на іспанському троні, у Європі почалася Війна за іспанську спадщину, щоб визначити того, хто має стати його наступником. Ця ійна яка спочатку була обмежена кількома державами в Європі, але вона розширилася в травні 1702 року, коли Англія оголосила війну Іспанії та Франції. І англійці, і французи хотіли зберегти нейтралітет своїх американських колоній, але вони не дійшли згоди, оскільки між американськими колоністами цих країн була своя напруженість, яка зростала вздовж кордонів, що розділяють французькі та англійські колонії. Вони були стурбовані кордонами та владою управління на північних і південно-західних кордонах англійських колоній, які простягалися від провінції Кароліна на півдні до провінції Массачусетс-Бей на півночі, з додатковими колоніальними поселеннями або торговими форпостами на Ньюфаундленді та на Гудзоновій затоці.
Загальна чисельність населення англійських колоній становила близько 250 000 осіб, серед яких домінували Вірджинія та Нова Англія. Колоністи були зосереджені вздовж узбережжя з невеликими поселеннями всередині країни, іноді досягаючи Аппалачських гір. Колоністи мало знали про внутрішні території континенту на захід від Аппалачів і на південь від Великих озер. У цій області домінували численні тубільні індіанські племена, хоча туди проникли французькі та англійські торговці. Іспанські місіонери в Ла-Флориді створили мережу місій, намагаючись навернути індіанців у римо-католицтво та зосередити їхню роботу. Іспанське населення Флориди було відносно невеликим (близько 1500), тоді як місцеве індіанське населення оцінюється в 20 000.
Французькі дослідники відкрили гирло річки Міссісіпі та створили невелику колоніальну присутність у форті Морепас поблизу Білоксі, у 1699 році. Звідти вони почали прокладати торговельні шляхи вглиб країни, встановлюючи дружні стосунки з чокто, великим племенем, ворогами якого були чикасо, союзники Британії. Усі ці народності постраждали від занесення інфекційних захворювань, таких як віспа, звичних серед перших європейських дослідників і торговців. Корінні американці не мали імунітету до європейських хвороб і страждали від високої смертності.
Прибуття французьких колоністів на південь поставило під загрозу існуючі торговельні зв'язки, які колоністи Кароліни встановили з внутрішніми районами, створюючи напругу між усіма трьома державами. Франція та Іспанія, союзники в цьому конфлікті, були по різні боки в нещодавно закінченій Дев'ятирічній війні. Конфлікт територіальних претензій між Кароліною та Флоридою на південь від річки Саванна перекривався ворожнечею через релігійні розбіжності між римо-католицькими колоністами Нової Іспанії та протестантськими англійськими колоністами уздовж узбережжя.
На півночі, на додаток до територіальних суперечок, конфлікт містив сильний економічний компонент. Ньюфаундленд був місцем розташування британської колонії в Сент-Джонсі та французької колонії в Плезансі, причому обидві сторони також утримували кілька менших постійних поселень. На острові також було багато сезонних поселень, які використовували рибалки з Європи. Ці колоністи нараховували менше 2000 англійських і 1000 французьких постійних поселенців (та ще багато сезонних відвідувачів), які змагалися між собою за рибні запаси Великої Ньюфаунлендської банки, які також видобували рибалки з Акадії (що тоді охоплювала всю територію сучасних Нової Шотландії та Нью-Брансвіка) і Массачусетса.
Між французькою Акадією та англійською Новою Англією кордони залишалися невизначеними, незважаючи на битви вздовж кордону протягом війни короля Вільгельма. Нова Франція визначила кордон Акадії як річку Кеннебек на півдні Мена. Існували католицькі місії в Норріджвоку та Пенобскоті, а також французьке поселення в Пенобскотській затоці біля Кастіна, штат Мен, які були базами для нападів на поселенців Нової Англії, які мігрували до Акадії під час війни короля Вільгельма. У прикордонних районах між річкою Святого Лаврентія та переважно прибережними поселеннями Массачусетса та Нью-Йорка все ще домінували індіанці, переважно абенаки на сході та ірокези на захід від річки Гудзон. Коридор річка Гудзон — озеро Шамплейн також використовувався для рейдів та експедицій в обох напрямках під час попередніх конфліктів. Загроза зі сторони індіанців дещо зменшилася через скорочення чисельності населення в результаті хвороб і останньої війни, але вони все ще становили серйозну загрозу для віддалених поселень.
Території Гудзонової затоки (також відомі як Земля принца Руперта) у цій війні не вели значних боїв. Вони були ареною багатьох суперечок між конкуруючими французькими та англійськими компаніями, починаючи з 1680-х років, але Рейсвейкський мирний договір 1697 року залишив Франції контроль над усіма форпостами в затоці, крім одного. Єдиним відомим інцидентом був напад французів на форпост Форт-Олбані в 1709 році. Компанія Гудзонової затоки була незадоволена тим, що Рейсвек не повернув свої території, і успішно лобіювала їх повернення на переговорах, які завершили цю війну.

## Військова організація та технології

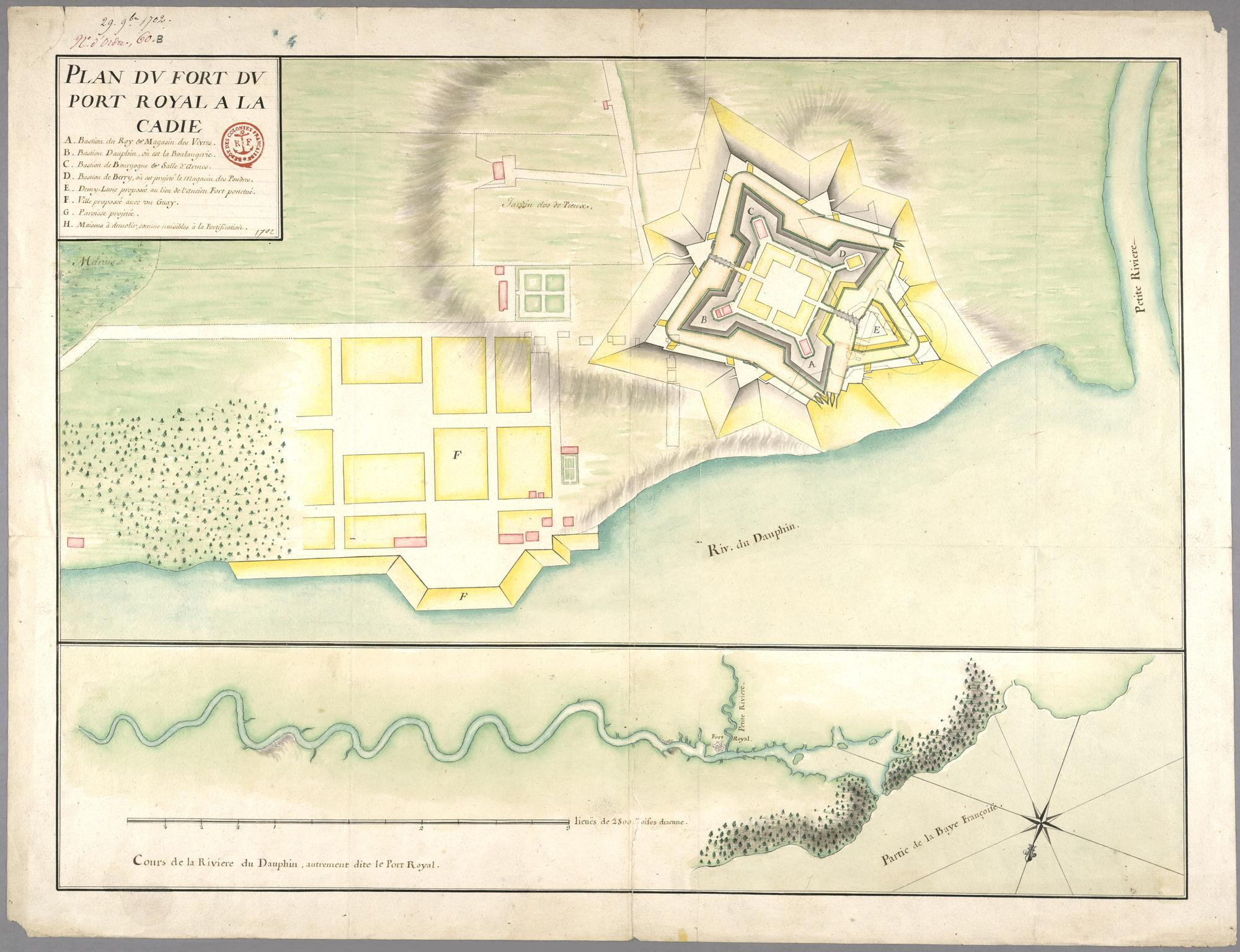
Кам'яні укріплення Порт-Рояла, Акадія, 1702 р. Лише кілька поселень мали кам'яні укріплення на початку війни.

Колоніальні військові технології, які використовувались в Північній Америці, не були настільки розвиненими, як у Європі. На початку війни лише кілька колоніальних поселень мали кам'яні укріплення, такі як Сент-Огастін у Флориді, Бостон, Квебек, і Сент-Джонс на Лабрадорі, а укріплення Порт-Рояла було завершено вже після початку війни. Деякі села та поселення були захищені дерев'яними частоколами, але багато з них мали лише укріплені дерев'яні будинки з гарматними портами, через які захисники могли вести вогонь, і виступаючими поверхами, з яких вони могли вести вогонь по нападникам, які намагалися проникнути вниз.
Європейці та колоністи, як правило, були озброєні гладкоствольними мушкетами, які мали максимальну дальність стрільби близько 100 ярдів (91 м), але були неточні на відстані понад половину цієї відстані. Деякі колоністи також носили пики, тоді як індіанські воїни мали або зброю, надану колоністами, або були озброєні примітивними томагавками та луками. Невелика кількість колоністів була навчена керувати гарматами та іншими видами артилерії, які були єдиною ефективною зброєю для нападу на значні кам'яні або дерев'яні оборонні споруди.
Англійські колоністи зазвичай були організовані в роти ополчення, і їхні колонії не мали регулярної військової присутності, окрім невеликої кількості в деяких громадах Ньюфаундленду. Французькі колоністи також були організовані в ополчення, але вони також мали постійні сили оборони під назвою troupes de la marine. Ці сили складалися з кількох досвідчених офіцерів і були укомплектовані новобранцями, надісланими з Франції, чисельністю від 500 до 1200 осіб. Вони були поширені по всій території Нової Франції, з концентрацією в основних населених пунктах. Іспанську Флориду захищали кілька сотень регулярних військ. Політика Іспанії полягала в тому, щоб заспокоїти індіанців на своїй території, а не забезпечити їх зброєю. Флорида утримувала приблизно 8000 індіанців перед війною, але це число скоротилося до 200 після набігів англійських колоністів, здійснених на початку війни.

## Хід війни

### Кароліна і Флорида

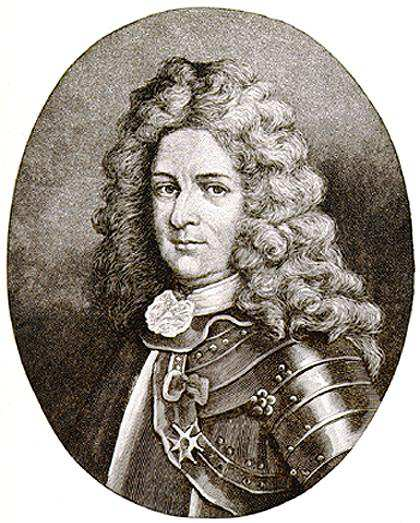
П'єр Муан д'Ібервіль прагнув налагодити відносини з тубільцями на вододілі Міссісіпі в результаті Війни короля Вільгельма (з Англією).

Видатні французькі та англійські колоністи на рубежі XVIII століття зрозуміли, що контроль над річкою Міссісіпі матиме значну роль у майбутньому розвитку та торгівлі, і кожна сторона розробляла далекоглядні плани, щоб перешкодити діяльності іншої. Французький дослідник Канади П'єр Муан д'Ібервіль після попередньої війни розробив «Проект на Кароліні», який передбачав встановлення стосунків з індіанцями на вододілі Міссісіпі, а потім використання цих стосунків для витіснення англійських колоністів з континенту. або принаймні обмеження їх прибережними районами. Здійснюючи цю грандіозну стратегію, він заново відкрив гирло Міссісіпі (яке вперше було знайдено Рене де ла Салем у 1670 році) і заснував форт Морепас у 1699 році. З цієї бази та форту Луї де ля Мобіл (заснованого у 1702 році) він почав налагоджувати стосунки з місцевими племенами чокто, чикасо, натчез та іншими племенами.
Англійські колоніальні торговці та дослідники з Кароліни створили значну торговельну мережу по всій південно-східній частині континенту, яка простягалася аж до Міссісіпі. Його лідери мало зважали на іспанців у Флориді, але вони розуміли загрозу, яку становив прихід на узбережжя французів. І губернатор Кароліни Джозеф Блейк, і його наступник Джеймс Мур сформулювали бачення експансії на південь і захід за рахунок інтересів Франції та Іспанії.
Ібервіль звернувся до іспанців у січні 1702 року перед початком війни в Європі, рекомендувавши озброїти воїнів-апалачів і направити їх проти англійських колоністів та їхніх союзників. Іспанці організували експедицію під керівництвом Франсіско Ромо де Уріза. У серпні він вирушив із Пенсаколи, штат Флорида, до торгових центрів Кароліни. Англійські колоністи заздалегідь попередили про експедицію та організували оборону у верхів'ї річки Флінт, де вони розгромили очолювані іспанцями сили та захопили або вбили близько 500 очолюваних іспанцями індіанців.
Губернатор Кароліни Мур отримав повідомлення про військові дії, і він організував і очолив сили проти іспанської Флориди. 500 англійських колоніальних солдатів і ополченців, а також 300 індіанців захопили та спалили місто Сент-Августин, штат Флорида, під час облоги Сент-Августина (1702). Англійці не змогли взяти головну фортецю і відступили, коли з Гавани прибув іспанський флот. У 1706 році Кароліна успішно відбила атаку на Чарлстон об'єднаного іспансько-французького морського десанту, надісланого з Гавани.
Племена апалачів та тімукуа в іспанській Флориді були практично знищені під час рейдерської експедиції Мура, яка стала відомою як різанина апалачів 1704 року. Багато хто з тих, хто вижив після цих набігів, були переселені на річку Саванна, де їх утримували в резерваціях. У наступні роки рейди тривали великими індіанськими силами, іноді включно з невеликою кількістю білих людей. Це включало великі експедиції, спрямовані на Пенсаколу в 1707 році та Мобіл у 1709 році. Крики (мускоги), ямасі та чикасо були озброєні та керовані англійськими колоністами, і вони домінували в цих конфліктах над племенами чокто, тімукуа та апалачів.

### Акадія та Нова Англія

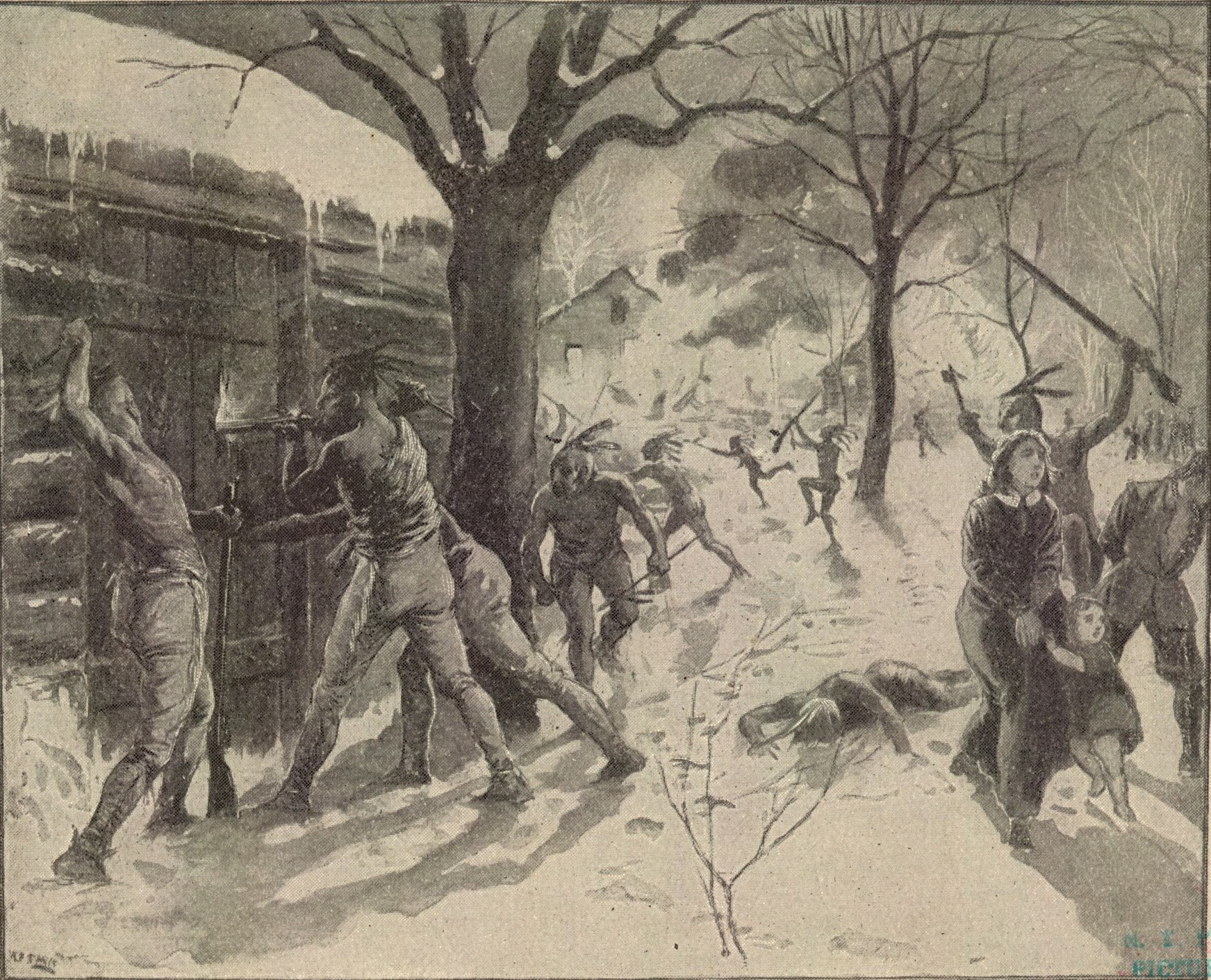
Французький рейд на Дірфілд, штат Массачусетс, у лютому 1704 року

Протягом усієї війни Нова Франція та конфедерація Вабанакі перешкоджали експансії Нової Англії в Акадію, кордон якої Нова Франція визначала як річку Кеннебек на півдні Мена. У 1703 році Мішель Ленеф де ла Вальер де Бобассен командував декількома франко-канадцями та 500 індіанцями Конфедерації Вабанакі, і вони керували нападами на поселення Нової Англії від Веллса до Фалмута (Портленд, штат Мен) під час кампанії на північно-східному узбережжі. Вони вбили або взяли в полон понад 300 поселенців.
Була також серія рейдів у глиб Нової Англії французьких та індіанських сил, спрямованих на забезпечення полонених. Існувала активна торгівля полоненими, оскільки сім'ї та громади намагалися зібрати викуп, щоб повернути їх. У лютому 1704 року Жан-Батист Ертель де Рувіль на чолі 250 індіанців абенаки та каунага (переважно ірокезів) і 50 франко-канадців здійснили набіг на Дірфілд у провінції Массачусетс-Бей. Вони зруйнували поселення, убивши багатьох і захопивши в полон понад 100 осіб. Їх відправили в подорож по суші за сотні миль на північ до села місії Каунавага на південь від Монреаля. Більшість дітей, які пережили подорож, усиновили родини ірокезів. Пізніше кількох дорослих було викуплено або звільнено в результаті узгодженого обміну полоненими, включаючи міністра Вільямса, який роками безуспішно намагався викупити свою дочку. Вона повністю асимілювалася, вийшовши заміж за чоловіка-ірокеза. Так само в серпні 1704 року відбувся рейд у Марлборо (у частині міста, яка згодом стала Вестборо), звідки полонених також доставили до Каунаваги. У ці роки була активна работоргівля полонених колоністів, і громади збирали кошти, щоб викупити своїх громадян з індіанського полону. Наприклад, полонений хлопчик, Ашур Райс, був повернутий до Марлборо після того, як у 1708 році його викупив його батько Томас Райс.

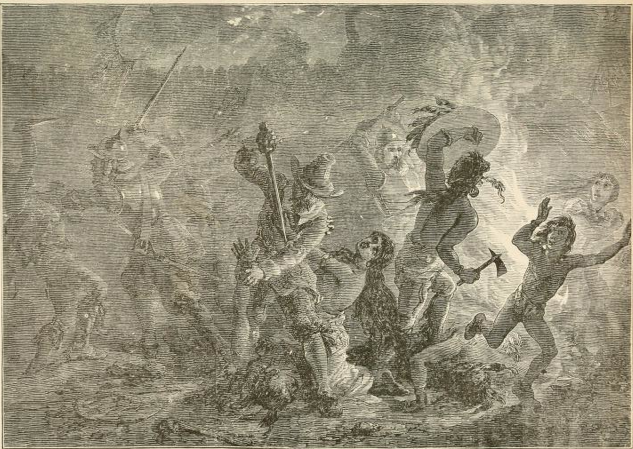
Різня індіанців за наказом Бенджаміна Черча. У червні 1704 року 500 новоанглійців здійснили набіг на поселення Гран-Пре, яке захищали акадці та індіанці мікмаки.

Колоністи Нової Англії не змогли ефективно боротися з цими набігами, тому вони у відповідь розпочали експедицію проти Акадії під проводом відомого борця з американськими індіанцями Бенджаміна Черча. Експедиція здійснила набіг на Гран-Пре, Чіньекто та інші поселення. Французькі звіти стверджують, що Черч спробував напасти на столицю Акадії Порт-Роял, але звіт Черча про експедицію описує військову раду, на якій експедиція вирішила не нападати.
Французького єзуїта отця Себастьєна Рейла багато підозрювали в підбурюванні племені норріджвок проти жителів Нової Англії, і губернатор Массачусетсу Джозеф Дадлі призначив ціну за його голову. Взимку 1705 року Массачусетс направив 275 ополченців під командуванням полковника Вінтропа Гілтона, щоб захопити Рейла і розграбувати село. Священика, однак, вчасно попередили, він утік із паперами в ліс, але ополченці спалили село та церкву.
Французька конфедерація та конфедерація Вабанакі продовжували здійснювати набіги на північ Массачусетсу в 1705 році, проти яких колоністи Нової Англії не змогли встановити ефективну оборону. Набіги відбувалися надто швидко, щоб сили оборони могли їх організувати, а набіги відплати зазвичай виявляли племінні табори та поселення порожніми. У рейді було затишшя, поки лідери Нової Франції та Нової Англії вели переговори про обмін полоненими, але лише з обмеженим успіхом. Набіги індіанців тривали до кінця війни, іноді за участю французів.

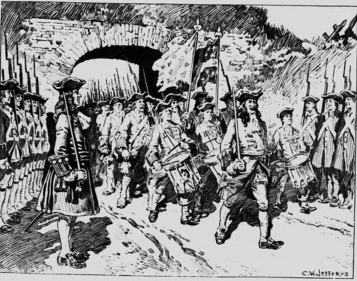
Евакуація французьких військ із Порт-Рояля після захоплення поселення англійцями. Падіння Порт-Рояла поклало край контролю Франції над східним півостровом Акадія.

У травні 1707 року губернатор Дадлі організував експедицію для взяття Порт-Рояла під керівництвом Джона Марча. Однак 1600 чоловік не змогли взяти форт облогою, і наступна експедиція в серпні також була відбита. У відповідь французи розробили амбітний план нападу на більшість поселень Нью-Гемпшира на річці Піскатакуа. Однак більша частина необхідної індіанської підтримки так і не була надана, і натомість було скоєно набіг на містечко Гейврілл у Массачусетсі. У 1709 році губернатор Нової Франції Філіп де Ріго Водрей повідомив, що дві третини полів на північ від Бостона залишилися без догляду через набіги французів та індіанців. Французько-індіанські військові групи поверталися без полонених, тому що колоністи Нової Англії залишалися у своїх фортах і не хотіли звідти виходити.
У жовтні 1710 року 3600 британських і колоніальних військ на чолі з Френсісом Ніколсоном нарешті захопили Порт-Роял після тижневої облоги. Це припинило офіційний контроль Франції над півостровною частиною Акадії (сучасний материк Нова Шотландія), хоча опір продовжувався до кінця війни. Опір Конфедерації Вабанакі продовжувався у битві при Кривавому струмку 1711 року та рейдах уздовж кордону штату Мен. Залишок Акадії (сучасна східна частина штатів Мен і Нью-Брансвік) продовжував бути спірною територією між Новою Англією і Новою Францією.

### Нова Франція

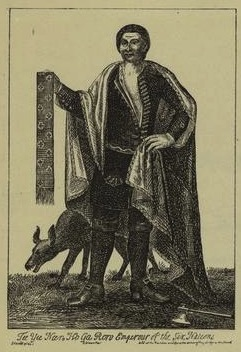
Хендрік Теджоніхокарава, вождь ірокезів, успішно заручився підтримкою королеви Великої Британії Анни, щоб почати експедицію на місто Квебек.

Французи материкової Нової Франції в Канаді виступили проти нападу на Провінцію Нью-Йорк. Вони не хотіли розбурхувати ірокезів, яких вони боялися більше, ніж британських колоністів і з якими вони уклали Великий Монреальський мир у 1701 році. Нью-Йоркські купці були проти нападу на Нову Францію, оскільки це призвело б до переривання прибуткової індіанської торгівлі хутром, значна частина якого потрапляла до Нью-Йорку через Нову Францію. Ірокези зберігали свій нейтралітет протягом усього конфлікту, незважаючи на спроби мера Олбані Пітера Шайлера (Шайлер був комісаром індіанців Олбані) залучити їх до участі у війні.
Френсіс Ніколсон і Семюель Ветч організували амбітний напад на Нову Францію в 1709 році за фінансової та матеріально-технічної підтримки королеви. План передбачав наземний штурм Монреаля через озеро Шамплейн і морський штурм Квебеку військово-морськими силами. Сухопутна експедиція досягла південного краю озера Шамплейн, але її було скасовано, оскільки обіцяна військово-морська підтримка так і не була забезпечена для нападу на Квебек (ці сили були перенаправлені на підтримку Португалії). Ірокези дали туманні обіцянки підтримати цю спробу, але успішно відкладали надсилання підтримки, поки не стало ясно, що експедиція зазнає невдачі. Після цієї невдачі Ніколсон і Шайлер вирушили до Лондона в супроводі вождя ірокезів Хендріка Теджоніхокарава та інших сахемів, щоб пробудити інтерес до північноамериканської прикордонної війни. Індіанська делегація викликала сенсацію в Лондоні, і королева Анна дала їй аудієнцію. Ніколсон і Шайлер досягли успіху в своїх зусиллях: королева підтримала успішне захоплення Ніколсоном Порт-Рояла в 1710 році. З цим успіхом за плечима Ніколсон знову повернувся до Англії та отримав підтримку для повторної спроби захопити Квебек у 1711 році.
План на 1711 рік знову передбачав атаки з суші та з моря, але його реалізація була катастрофічною для англійців. Флот із 15 лінійних кораблів і транспортів із 5000 солдатів на чолі з адміралом Ховенденом Вокером прибув до Бостона в червні, подвоївши населення міста та значно ускладнивши здатність колонії забезпечити себе необхідним провіантом. Експедиція відпливла до Квебеку наприкінці липня, але кілька її кораблів зазнали кораблетрощі в тумані біля скелястих берегів в гирлі річки Святого Лаврентія. Понад 700 солдатів було втрачено, і Вокер скасував експедицію. Тим часом Ніколсон вирушив до Монреаля по суші, але лише дістався озера Джордж, коли до нього дійшла звістка про катастрофу Волкера, і він також повернувся назад. У цій експедиції ірокези надали кілька сотень воїнів для боротьби з англійськими колоністами, але вони одночасно надіслали французам попередження про експедицію, фактично підігравши обом сторонам конфлікту.

### Ньюфаундленд

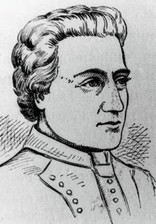
У 1705 році губернатор Плезанса Даніель д'Оже де Суберказе очолив експедицію французів і мікмаків проти англійських поселень на Ньюфаундленді.

На узбережжі Ньюфаундленду було багато невеликих французьких та англійських поселень, а деякі рибальські станції сезонно займали рибалки з Європи. Обидві сторони укріпили свої головні міста: французи в Плезансі на західній стороні півострова Авалон, англійці в Сент-Джонсі та в Консепшн-Бей. Під час Війни короля Вільгельма д'Ібервіль знищив більшість англійських громад у 1696—1697 роках, і острів знову став полем битви в 1702 році. У серпні того ж року англійський флот під командуванням коммодора Джона Ліка спустився. на віддалені французькі громади, але не робив жодних спроб на Plaisance. Взимку 1705 року французький губернатор Плезанса Даніель д'Оже де Суберказ помстився, очоливши об'єднану експедицію французів і мікмаків, яка знищила кілька англійських поселень і безуспішно взяла в облогу Форт-Вільям біля Сент-Джонса. Французи та їхні індійські союзники продовжували переслідувати англійців протягом усього літа та завдали збитків англійським установам на 188 000 фунтів стерлінгів. Англійці послали флот у 1706 році, який знищив французькі рибальські форпости на північному узбережжі острова. У грудні 1708 року об'єднані сили французів, канадців і волонтерів мікмаків захопили Сент-Джонс і зруйнували укріплення. Однак їм не вистачило ресурсів, щоб утримати захоплене, тому вони відмовилися від нього і Сент-Джонс був знову зайнятий і укріплений англійцями в 1709 році (та сама французька експедиція також намагалася взяти Ферріленд, але він успішно чинив опір).
Командири англійського флоту планували здійснити напади на Плезанс у 1703 та 1711 роках, але не здійснили їх, останній скасував адмірал Вокер після катастрофи в гирлі річки Святого Лаврентія.

## Мир

Карта європейських колоній у Північній Америці. Області, виділені фіолетовим кольором, були територіями, переданими Францією Англії згідно з Утрехтським мирним договором, який завершив війну.

У 1712 році Англія і Франція оголосили перемир'я, а наступного року було підписано остаточну мирну угоду. За умовами Утрехтського мирного договору 1713 року Британія отримала Акадію (яку вони перейменували на Нову Шотландію), суверенітет над Ньюфаундлендом, регіоном Гудзонової затоки та карибським островом Сент-Кітс. Франція визнала британський сюзеренітет над ірокезами і погодилася, що торгівля з американськими індіанцями далі вглиб країни буде відкритою для всіх націй. Вона зберегла всі острови в затоці Святого Лаврентія, включаючи острів Кейп-Бретон, і зберегла права на риболовлю в цьому районі, включаючи права на вилов риби на північному березі Ньюфаундленду.
Наприкінці війни багато індіанців абенакі втомилися від конфлікту, незважаючи на тиск Франції щодо продовження набігів на цілі в Новій Англії. Оскільки Утрехтський мир ігнорував інтереси індіанців, деякі абенакі висловили готовність вести переговори про мир з мешканцями Нової Англії. Губернатор Дадлі організував велику мирну конференцію в Портсмуті, Нью-Гемпшир (де він також був губернатором). Під час переговорів там і в затоці Каско абенакі заперечували проти британських тверджень про те, що французи поступилися Британії територією східних штатів Мен і Нью-Брансвік, але вони погодилися на підтвердження кордонів на річці Кеннебек і встановлення урядових торгових постів на своїй території. Портсмутський договір був ратифікований 13 липня 1713 р. вісьмома представниками деяких племен Конфедерації Вабанакі і включав формулювання, що стверджували британський суверенітет над їхньою територією. Протягом наступного року вожді інших племен абенакі також підписали договір, але жоден представник мікмаків ніколи не підписував його чи будь-який інший договір до 1726 року.

## Наслідки

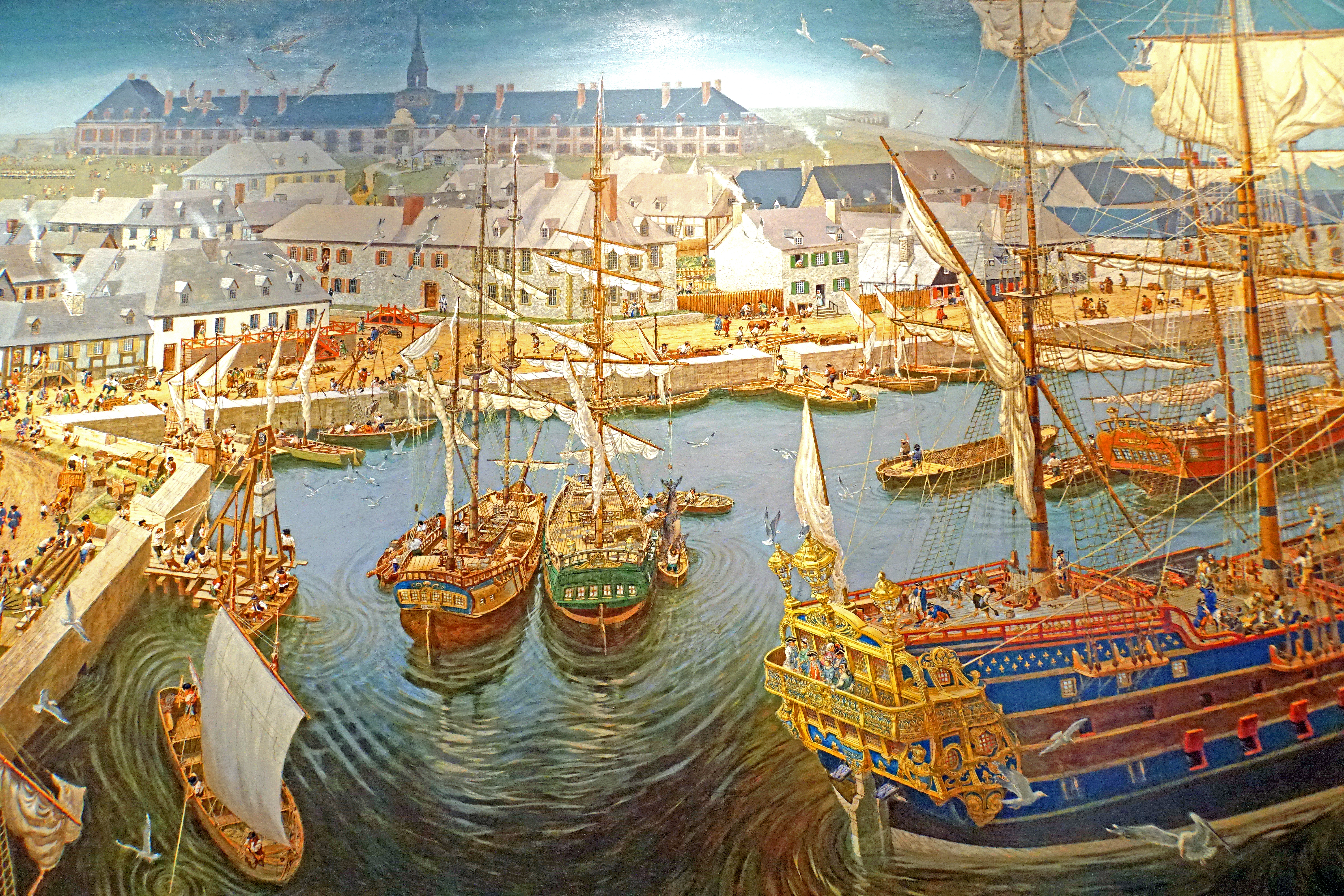
Незабаром після війни французи заснували на острові Кейп-Бретон фортецю Луїсбург. Укріплене поселення було розташоване на північ від уступленої акадської території.

### Акадія та Ньюфаундленд
Втрата Ньюфаундленду й Акадії обмежила присутність Франції в Атлантиці островом Кейп-Бретон. Французів переселили туди з Ньюфаундленду, створивши колонію Іль-Рояль, а в наступні роки Франція побудувала фортецю Луїсбург. Ця присутність плюс права на використання узбережжя Ньюфаундленду призвели до продовження тертя між інтересами рибалок Франції та Британії, яке не було повністю вирішено до кінця XVIII століття. Економічні наслідки війни були важкими для Ньюфаундленду, рибальський флот значно скоротився. Британський рибальський флот почав відновлюватися одразу після укладення миру, і вони намагалися перешкодити іспанським кораблям ловити рибу у водах Ньюфаундленду, як це було раніше. Однак багато іспанських кораблів просто зареэструвались на англійських підставних власників і змінили прапори на англійські, щоб уникнути британського контролю.

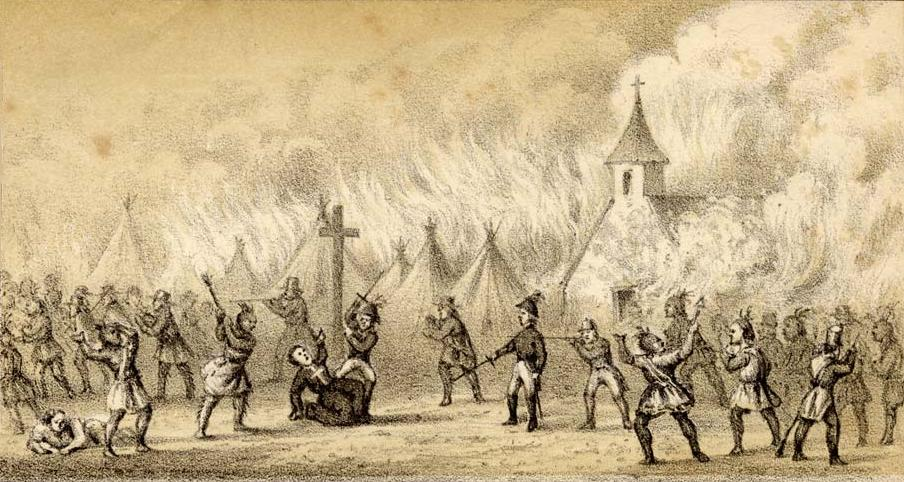
Смерть отця Рейла у Битві при Норріджвоку під час Війни Даммера, в серпні 1724 р. Після аннексії частини Акадії, британці зіткнулися з опором племен абенакі та мікмак.

Британське захоплення Акадії мало довгострокові наслідки для французьких акадців і тубільних мікмаків, які там проживали. Влада Британії в Новій Шотландії спочатку була досить слабкою, і на цій ситуації скористалися лідери опору Франції та Мікмаків. Відносини Британії з мікмаками після війни розвивалися в контексті британської експансії в Новій Шотландії, а також уздовж узбережжя штату Мен, де жителі Нової Англії почали переселятися на землі абенакі, часто в порушення попередніх договорів. Ні абенакі, ні мікмак не були визнані в Утрехтському договорі, а Портсмутський договір 1713 року тлумачився ними інакше, ніж підписантами з Нової Англії, тому мікмак і абенакі протистояли цим вторгненням на їхні землі. Цей конфлікт посилився французькими інтриганами, такими як французький єзуїт отець Себастьєн Рейл і врешті-решт він переріс у Війну отця Рейла (1722—1727).
Стосунки Британії з номінально завойованими франкомовними акадцями також були складними. Акадці чинили опір неодноразовим вимогам британців принести присягу британській короні, і врешті-решт це спричинило втечу акадців на острови Іль-Рояль та Іль-Сен-Жан (сучасний острів Принца Едуарда). До 1740-х років французькі лідери, такі як отець Жан-Луї Ле Лутр, організували партизанську війну зі своїми союзниками мікмаками проти британських спроб розширити протестантські поселення на півострові Нова Шотландія.
Між Францією та Великобританією також тривали суперечки щодо кордонів Акадії. Опис кордонів в мирному договорі був нечіткий і Франція наполягала на тому, що лише Акадський півострів був включений до договору (сучасна Нова Шотландія, за винятком острова Кейп-Бретон) і що вони зберегли права на ту територію, що відноситься до сучасного Нью-Брансвіку. Суперечки щодо Акадії переросли у відкритий конфлікт під час Війни короля Георга в 1740-х роках і не були вирішені до британського завоювання всіх французьких північноамериканських територій у Семирічній війні.

### Нова Англія
Массачусетс і Нью-Гемпшир перебували на передньому фронті війни, але колонії Нової Англії зазнали меншої економічної шкоди, ніж інші території. Частина витрат на війну була компенсована збільшенням важливісті Бостона як центру суднобудування та торгівлі в поєднанні з несподіваним фінансовим прибутком, викликаним військовими витратами корони на Квебекську експедицію 1711 року.

### Південні колонії
Іспанська Флорида так і не відновила свою економіку чи населення від наслідків війни, і вона була передана Британії за Паризьким договором 1763 року після Семирічної війни. Індіанці, яких мешкали вздовж узбережжя Атлантичного океану страждали від британського правління, як і ті, хто був союзником британців у цій війні. Це невдоволення переросло у війну Ямасі 1715 року, яка створила серйозну загрозу життєздатності Південної Кароліни. Втрата населення на іспанських територіях сприяла заснуванню в 1732 році провінції Джорджія, яка була розташована на території, на яку спочатку претендувала Іспанія, як це було також у випадку з Кароліною. Джеймс Мур вів військові дії проти тускарора з Північної Кароліни під час Тускарорської війни, яка почалася в 1711 році, і багато з них втікли на північ, щоб приєднатися до своїх мовних родичів ірокезів.
Економічні витрати війни були високими в деяких колоніях південної Англії, включно з тими, де військова діяльність була незначною. Вірджинія, Меріленд і меншою мірою Пенсільванія сильно постраждали через збільшення вартості доставки їхньої експортної продукції (в першу чергу тютюну) на європейські ринки, а також постраждали через кілька особливо поганих урожаїв. Південна Кароліна накопичила значний борговий тягар для фінансування військових операцій.

### Торгівля
Французи не повністю дотримувалися комерційних положень Утрехтського договору. Вони намагалися перешкодити англійській торгівлі з віддаленими індіанськими племенами, і спорудили Форт Ніагара на території ірокезів. Французькі поселення продовжували рости на узбережжі Мексиканської затоки, з поселенням у Новому Орлеані в 1718 році та іншими (невдалими) спробами розширитися на контрольовані Іспанією Техас і Флориду. Французькі торговельні мережі проникли на континент уздовж рік, що впадають Мексиканську затоку, поновлюючи конфлікти як з британцями, так і з іспанцями. Торгові мережі, створені на вододілі річки Міссісіпі, включаючи долину річки Огайо, також привели французів до більшого контакту з британськими торговими мережами та колоніальними поселеннями, які перетинали гори Аппалачі. Суперечливі претензії на цю територію зрештою призвели до війни в 1754 році, коли спалахнула Франко-індіанська війна.